# Zoé de Roma
Santa Zoé de Roma (siglo III-supuestamente el 5 de julio de 286) es una mártir cristiana que murió ejecutada en tiempos del emperador Diocleciano.

## Hagiografía
Zoe de Roma:
De acuerdo con las actas de San Sebastián, los hermanos San Marcos y San Marceliano, quienes se hallaban en prisión por ser cristianos, fueron liberados durante un breve periodo de tiempo, con el fin de que apostatasen, por el viceprefecto Cromacio. Conducidos a la casa de Nicostrato, un alto funcionario romano, y su esposa Zoé, quien había perdido el habla inexplicablemente desde hacía seis años, los hermanos recibían la visita de amigos y familiares que trataban de convencerlos de renunciar a su fe para salvarse. San Sebastián, quien también acudió a visitarlos, y viendo que ambos empezaban a dudar sobre si renegar o no de Cristo, los convenció de seguir firmes en su fe. A continuación se dirigió a los familiares de los dos hermanos con el fin de convertirlos al cristianismo, momento en que una luz celestial lo iluminó y siete ángeles aparecieron sobre él, lo que provocó la conversión de los padres de los jóvenes, Tranquilino y Marcia, así como de Nicostrato y Zoé, quien además recuperó el habla cuando San Sebastián realizó sobre ella la señal de la cruz, estando las primeras palabras de la mujer destinadas a glorificar a Cristo. Poco después, todos ellos serían bautizados (se afirma que fue San Policarpo quien los bautizó, lo cual resulta imposible debido a que murió ejecutado en 155).
Zoé y su esposo empezaron a llevar una vida dedicada a la oración y a la ayuda de los cristianos apresados por motivos religiosos, mostrando ambos su total apoyo a Sebastián cuando este fue detenido, juzgado y martirizado por su fe (de acuerdo con las fechas, Zoé murió en realidad antes que Sebastián). Tras la muerte de Nicostrato también por motivos religiosos, Zoé siguió llevando una vida dedicada al auxilio de los más necesitados. Mientras rezaba una noche ante la tumba de San Pedro, fue denunciada y, en consecuencia, arrestada y obligada a ofrecer sacrificios ante una escultura de Marte, a lo que la mujer respondió: «Obligaréis a una mujer a sacrificarse a la estatua de Marte para mostrar que vuestro Marte se deleita y complace en las mujeres, y sin embargo puede hacer su voluntad de la vergonzosa Venus, sin embargo no obtendrá la victoria de mí, porque llevo mi victoria en la frente», tras lo cual fue encerrada durante cinco días en una celda oscura sin comida ni agua. Al sexto día fue llevada ante el presidente Flaviano, quien le ordenó sin éxito ofrecer sacrificios, condenándola finalmente a ser colgada de la rama de un árbol por los cabellos y a morir asfixiada con el humo de una hoguera situada bajo ella (se afirma también que su destino era morir quemada pero que falleció a causa del humo antes de que las llamas la alcanzasen debido a que se emplearon excrementos para alimentar el fuego, los cuales desprenden gases letales al ser quemados). Tras su ejecución, la cual tuvo lugar supuestamente el 5 de julio de 286, los verdugos ataron una gran piedra al cuello del cadáver y lo arrojaron al Tíber para impedir que el mismo pudiese ser venerado.

## Veneración
La primera mención a Santa Zoé de Roma se produjo en la passio de San Sebastián, no volviendo a ser mencionada hasta el siglo XVI, por lo que se considera que, dado su ausencia de culto, Zoé pudo ser una persona real sin vínculo alguno con San Sebastián pero incluida en su passio con el fin de otorgarle una mayor importancia al relacionarla con el santo, considerándose también la posibilidad de que la mártir nunca existiese, pese a lo cual es considerada santa por la Iglesia católica y la Iglesia ortodoxa.